# 낀즈엉브엉
낀즈엉브엉(베트남어: Kinh Dương Vương / 涇陽王)은 베트남 신화에 나오는 인물로, 씩꾸이(Xích Quỷ, 베트남 남방)를 다스렸다. 동딘꾸언(Động Đình Quân)의 딸 턴롱(Thần Long)과 결혼해 베트남 민족의 아버지라고 불리는 락롱꾸언을 낳았다.